# Sangin-dong
Sangin-dong (koreanska: 상인동) är en stadsdel i staden Daegu i den centrala delen av Sydkorea, 240 km sydost om huvudstaden Seoul. Den ligger i stadsdistriktet Dalseo-gu.

## Indelning
Administrativt är Sangin-dong indelat i:
| Namn    | Namn               | Yta km² | Invånare 31 dec 2020 |
| ------- | ------------------ | ------- | -------------------- |
| 상인1동 | Sangin 1(il)-dong  | 1,39    | 39 462               |
| 상인2동 | Sangin 2(i)-dong   | 0,90    | 20 396               |
| 상인3동 | Sangin 3(sam)-dong | 3,68    | 11 539               |